# District de Midongy
Midongy (aussi appelé Midongy Atsimo) est un district du sud-est de Madagascar situé dans la région d'Atsimo-Atsinanana, dans la province de Fianarantsoa.